# Грушовичі
Грушовичі (пол. Hruszowice) — село в Польщі, у гміні Стубно Перемишльського повіту Підкарпатського воєводства.
Населення — 331 особа (2011).

## Назва
У 1977-1981 рр. в ході кампанії ліквідації українських назв село називалося Ґрушовіце (пол. Gruszowice).

## Розташування
Розміщене недалеко від кордону з Україною. Село розташоване за 7 км північний схід від Стібно, за 5 км на північний схід від Перемишля та 72 км на схід від Ряшева.

## Історія
Перша згадка про село датується 1301 роком. У 1720 році побудовано церкву Успіння Пресвятої Богородиці, котра була філіальним храмом парафії у Хотинці. У 1936 році була реставрована. Спалена у 1960-х.
16 серпня 1945 року Москва підписала й опублікувала офіційно договір з Польщею про встановлення лінії Керзона українсько-польським кордоном. Українці не могли протистояти антиукраїнському терору після Другої світової війни. Частину добровільно-примусово виселили в СРСР (50 осіб — 16 родин). Решта українців попала в 1947 році під етнічну чистку під час проведення Операції «Вісла» і була депортована на понімецькі землі у західній та північній частині польської держави, що до 1945 належали Німеччині.
У 1975-1998 роках село належало до Перемишльського воєводства.

## Вандалізм
У селі Грушовичі знаходився «Пам'ятник УПА», який був розташований на місці де поховано 12 партизанів УПА, серед яких був Павло Клошник, партизанський лікар.
2 березня 2014 року невідомі злочинці осквернили символічну могилу вояків УПА.
26 серпня 2014 року представниками польської фашистської організації «Фаланга» вдруге осквернили символічну могилу вояків УПА у Грушовичах Ярославського повіту Підкарпатського воєводства. Були написано — «Смерть катам Волині і Донбасу», вульгаризми, а також перевернутий тризуб і фаланґа — символ радикальних польських рухів. 8 серпня 2014 року польська поліція в Перемишлі припинила попереднє розслідування вандалізму щодо пам'ятника у Грушовичах.
У травні 2015 року невідомими злочинцями втретє пошкоджено «Символічну могилу вояків УПА». Демонтовано п'ять таблиць, зникли металеві елементи на стовпах, на яких вивішували прапори. Вандали порозкидали спалені свічки, лампадки та штучні квіти у синьо-жовтих барвах. На стовпах пам'ятника червоною фарбою намалювали символ «Польща бореться» («Polska Walcząca»). На пам'ятнику з'явився також вульгарний напис. Крім цього, на монумент нанесені перевернутий тризуб і фаланґа — символ радикальних польських рухів.
26 квітня 2017 року Символічна могила вояків УПА була зруйнована. Під час процесу руйнування пам'ятника на цвинтарі був присутній війт громади. Пам'ятник зруйнували з дозволу місцевої влади як «нелегально встановлений» (хоча насправді було дотримано польського законодавства при встановленні). Молодики, вбрані у чорні футболки із зображеною на них «антибандерівською» символікою, зняли з аркоподібного монумента металевий тризуб, а сам пам'ятник розібрали на фрагменти.

## Демографія
Демографічна структура станом на 31 березня 2011 року:
|          | Загалом | Допрацездатний вік | Працездатний вік | Постпрацездатний вік |
| -------- | ------- | ------------------ | ---------------- | -------------------- |
| Чоловіки | 164     | 36                 | 113              | 15                   |
| Жінки    | 167     | 35                 | 98               | 34                   |
| Разом    | 331     | 71                 | 211              | 49                   |